# Liste des monuments historiques de Bekkevoort
Cette page regroupe l'ensemble des monuments classés de la ville belge de Bekkevoort.
| Objet                               | Statut du classement? | Année de construction/architecte | Section communale  | Adresse             | Coordonnées                      | Numéro d'inventaire | Illustration                       |
| ----------------------------------- | --------------------- | -------------------------------- | ------------------ | ------------------- | -------------------------------- | ------------------- | ---------------------------------- |
| (nl) Parochiekerk Sint-Pieter       |                       |                                  | Bekkevoort         | Staatsbaan          | 50° 56′ 38″ nord, 4° 58′ 26″ est | 41483               | (nl) Parochiekerk Sint-Pieter      |
| (nl) Parochiekerk Onze-Lieve-Vrouw  | OB000144              |                                  | Assent             | Dorpsstraat 14      | 50° 57′ 07″ nord, 5° 00′ 52″ est | 41485               | (nl) Parochiekerk Onze-Lieve-Vrouw |
| (nl) Pastorie                       |                       |                                  | Assent             | Pastorijstraat 1    | 50° 57′ 04″ nord, 5° 00′ 40″ est | 41492               | Téléverser                         |
| (nl) Parochiekerk Sint-Laurentius   | OB000141              |                                  | Molenbeek-Wersbeek | Kerkstraat          | 50° 55′ 11″ nord, 4° 56′ 31″ est | 41494               | (nl) Parochiekerk Sint-Laurentius  |
| (nl) Pastorie                       |                       |                                  | Molenbeek-Wersbeek | Halensebaan 76      | 50° 55′ 09″ nord, 4° 56′ 31″ est | 41495               | Téléverser                         |
| (nl) Parochiekerk Sint-Quirinus     | OB000145 · OB001747   |                                  | Molenbeek-Wersbeek | Processiestraat     | 50° 55′ 25″ nord, 4° 58′ 03″ est | 41497               | (nl) Parochiekerk Sint-Quirinus    |
| (nl) "Panishoeve" of "Flierbeekhof" | OB000142              |                                  | Molenbeek-Wersbeek | Oude Tiensebaan 100 | 50° 55′ 15″ nord, 4° 57′ 18″ est | 41498               | Téléverser                         |
| (nl) "Tiendschuur" van 1781         |                       |                                  | Molenbeek-Wersbeek | Processiestraat 12  | 50° 55′ 25″ nord, 4° 58′ 01″ est | 41500               | Téléverser                         |
| (nl) Landhuis annex hoeve           | OB001222 · OB001223   |                                  | Assent             | Prinsenbos 3        |                                  | 200135              | Téléverser                         |